# Meall Corranaich
Der Meall Corranaich ist ein 1069 Meter hoher Berg in Schottland. Sein gälischer Name bedeutet Berg der Sichel. Der als Munro eingestufte Berg zählt zu einer am Nordufer von Loch Tay liegenden Bergkette in Perthshire, deren höchster Berg der südöstlich benachbarte Ben Lawers ist. Insgesamt sind sieben Gipfel der Bergkette als Munro eingeordnet.

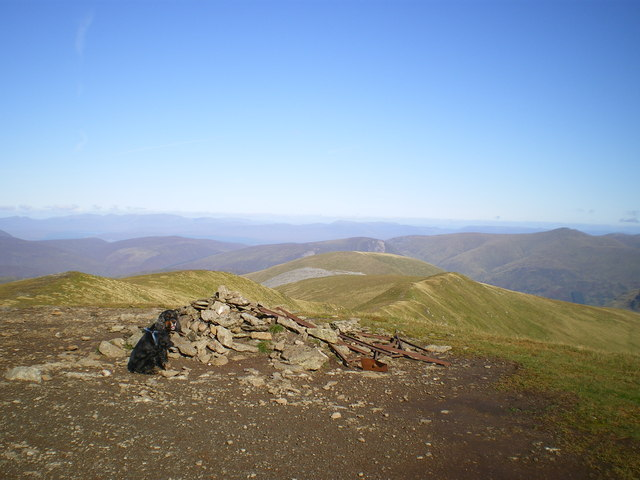
Der Gipfelbereich des Meall Corranaich, im Hintergrund der Meall a’ Choire Lèith

Zusammen mit seinem nördlichen Nachbarn, dem Meall a’ Choire Lèith liegt der Meall Corranaich nordwestlich etwas abgesetzt von den übrigen Gipfeln der Ben-Lawers-Gruppe, getrennt durch zwei Täler, das sich nach Süden öffnende Coire Odhar und das nach Norden in Richtung Glen Lyon laufende Coire a’ Chobhair. Über den rund 860 Meter hohen Bealach am Ende der beiden Täler ist der Meall Corranaich mit dem Ben Lawers und dem Beinn Ghlas verbunden. Durch die beiden Täler und über den Pass verläuft ein alter Weg, der früher von Viehtreibern genutzt wurde. Wie fast alle Munros rund um den Ben Lawers besitzt der Meall Corranaich ein breites, flach abfallendes Gipfelplateau, das in alle Richtungen mit breiten grasigen Hängen ausläuft. Zusammen mit dem nördlichen Nachbarberg bildet der Meall Corranaich einen langgestreckten breiten Rücken, dessen höchste Punkte die beiden Munros und ihre Vorgipfel bilden. Westlich und östlich wird das Terrain steiler und fällt felsdurchsetzt in die benachbarten Täler ab. Der Stausee Lochan na Lairige trennt den Berg von der westlich benachbarten Tarmachan Ridge, deren höchster Punkt der Meall nan Tarmachan ist. Nach Süden läuft der Bergrücken in einen schmaleren Grat mit Felsen aus. Der Berg gehört wie der Ben Lawers dem National Trust for Scotland, die gesamte Berggruppe ist als National Nature Reserve ausgewiesen.
Bestiegen wird der Meall Corranaich von Munro-Baggern meist gemeinsam mit seinem nördlichen Nachbarn. Es bestehen verschiedene Anstiege. Die kürzeste Möglichkeit zweigt auf dem Bealach oberhalb des Coire Odhar vom Zustieg zum Ben Lawers ab und führt über den kurzen felsigen Südostgrat zum Gipfel. Vom südlich des Meall Corranaich gelegenen Besucherzentrum des National Trust an der schmalen Verbindungsstraße zwischen Loch Tay und Glen Lyon besteht auch eine direkte Aufstiegsmöglichkeit über den Südgrat. Etwas weiter nördlich zweigt ein weiterer Zustieg von der Straße ab und führt über die den Stausee Lochan na Lairige überragende Westseite auf den Gipfel.